# Lalo (baobab)
Pour les articles homonymes, voir Lalo.

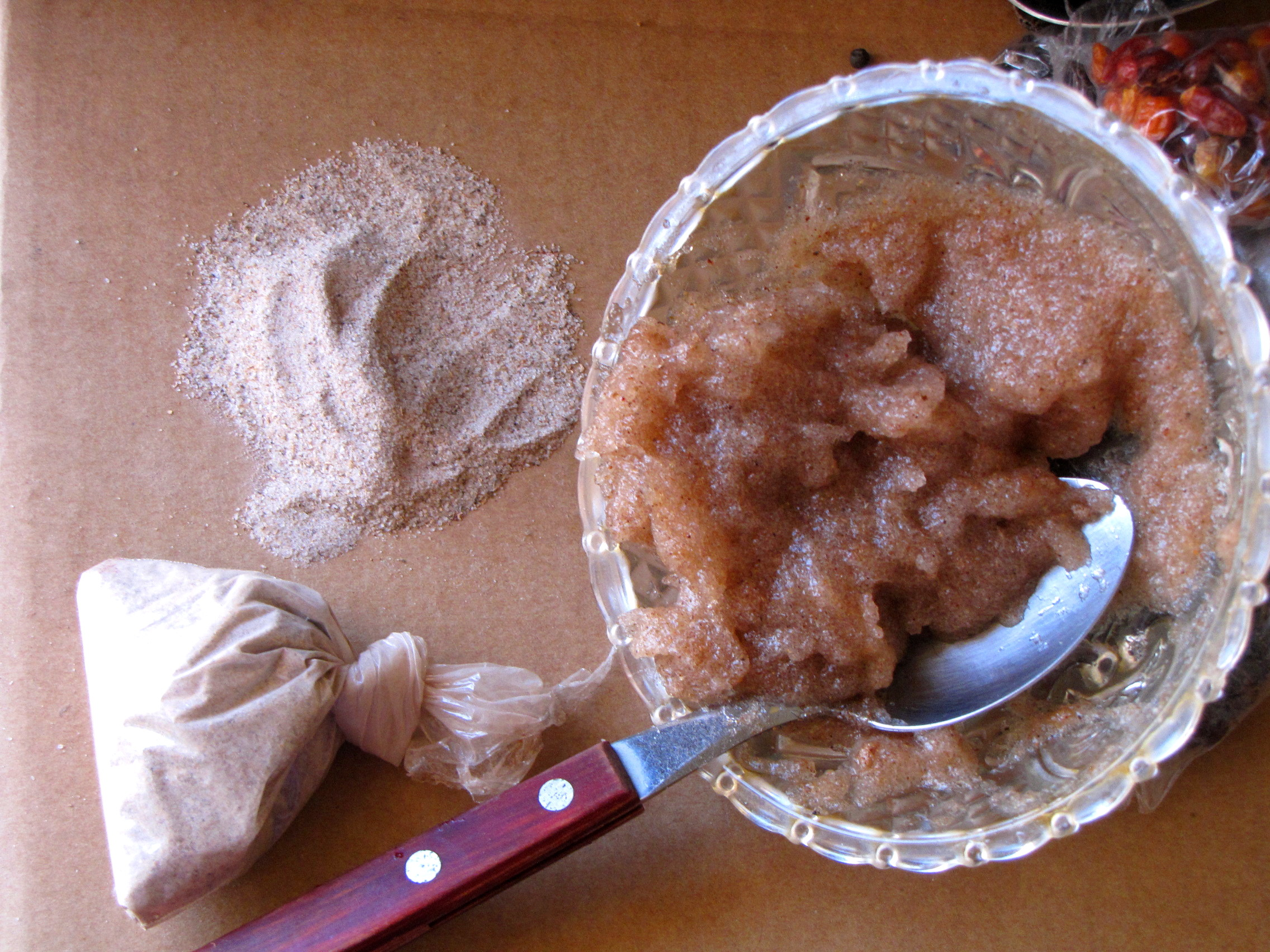
Lalo : sachet, poudre, pâte

Le lalo (du wolof laalo) est une poudre de feuilles de baobab (Adansonia digitata) séchées et pilées, utilisée dans la cuisine sénégalaise comme liant, notamment pour la préparation du couscous : « La vie n'est pas du couscous, mais on y met du laalo, songea Mor ».

## Galerie

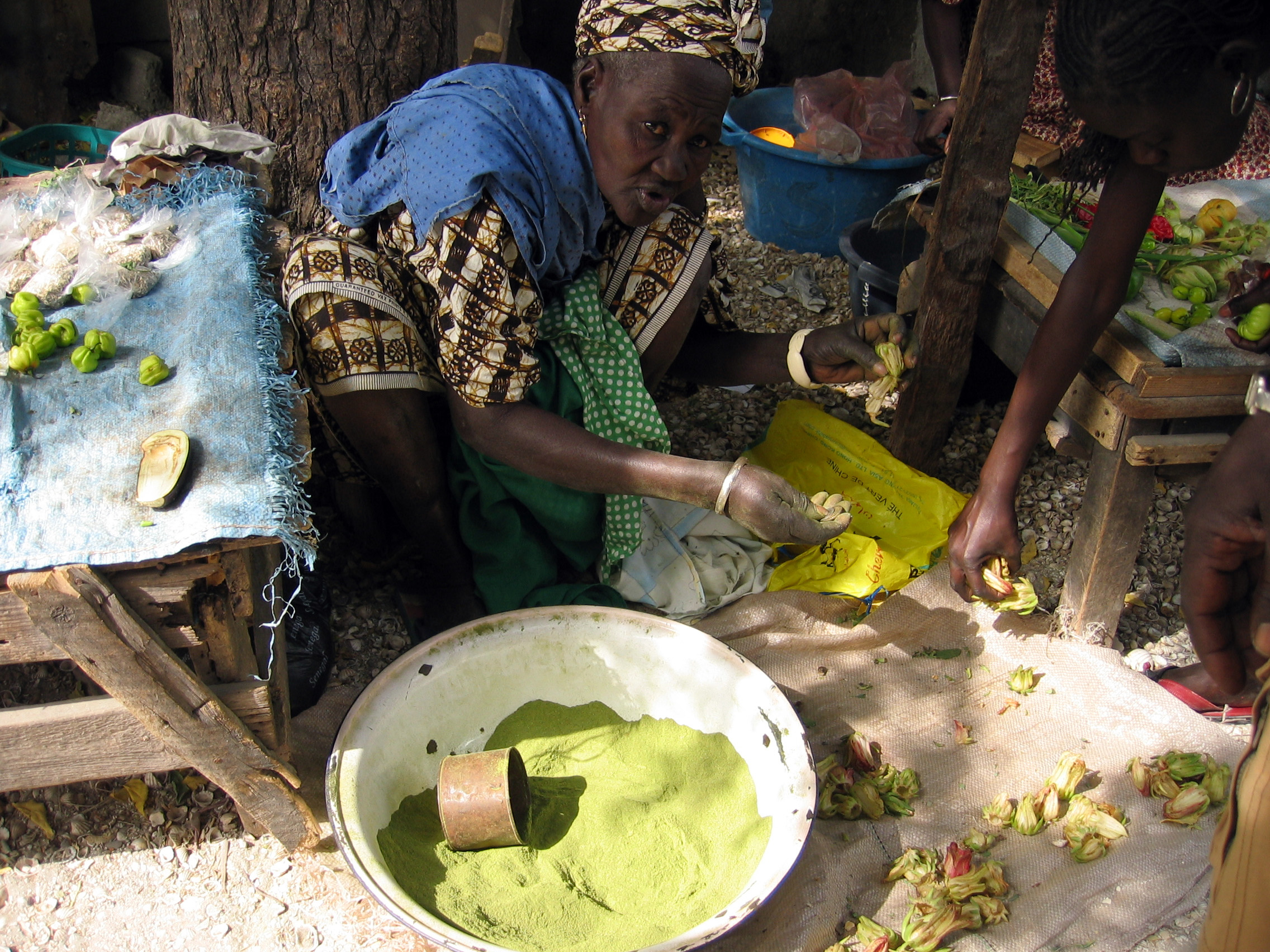
Vente de lalo sur un marché de Joal-Fadiouth
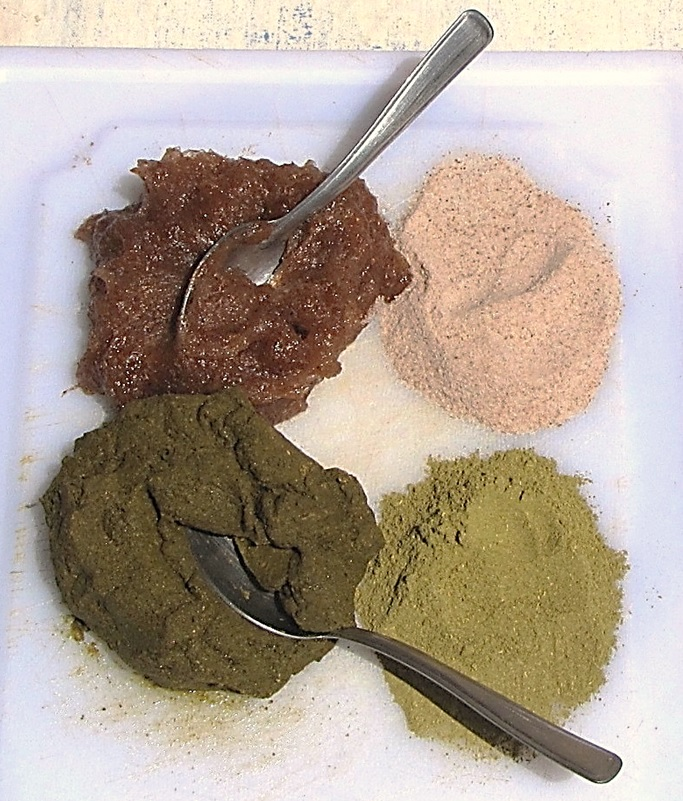
Différentes textures et couleurs
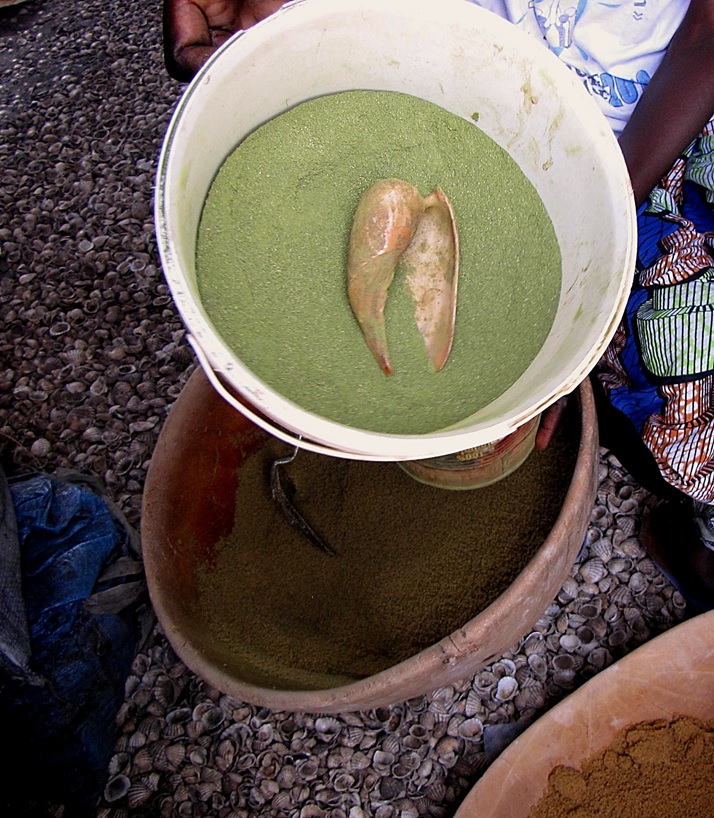
Utilisation de valves de Cymbium marmoratum pour verser la poudre
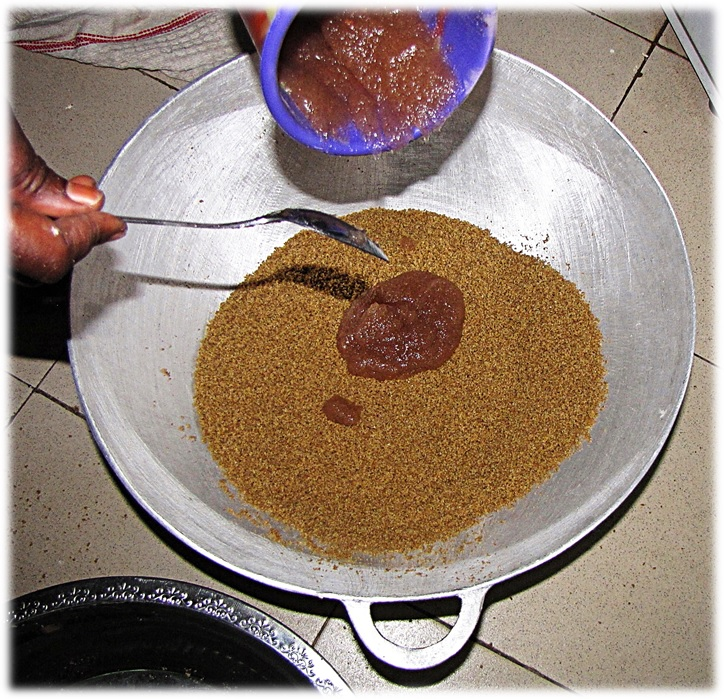
Ajout de lalo au couscous thiéré